# Burberry
Burberry's est à l'origine un tailleur britannique, spécialiste de la confection de manteaux et d'imperméables masculins (Men's outfitter, selon la terminologie anglaise) qui manufacture des vêtements de luxe pour une clientèle riche et exigeante. Avec ses modèles immuables, il s'est imposé comme le représentant de l'élégance masculine sobre, raffinée et de très bonne qualité des classes aisées britanniques. La reine Élisabeth II et le prince Charles lui ont tous deux accordé la Reconnaissance royale en 1955 et en 1989.
Devenu Burberry, la compagnie est depuis 2002 une société cotée en bourse, produisant en Chine et développant dans le monde entier un réseau de boutiques en franchise cherchant à toucher un large public. Burberry est devenu une des marques commerciales de luxe généralistes, son catalogue s'est étendu aux femmes, aux enfants, aux accessoires, aux sacs et bagages, aux parfums. Le motif écossais de ses doublures est devenu l'un des modèles les plus largement imités et contrefaits.

## Historique

### Débuts (1856-1915)
Tout commence par un jour d'hiver de 1856[Quoi ?], lorsque Thomas Burberry, un apprenti drapier, consulte son médecin pour un problème de rhumatismes précoces. Le praticien lui recommande vivement de ne plus porter son imperméable en caoutchouc, lequel protège de la pluie, mais ne permet pas d'évacuer la transpiration. Thomas Burberry ouvre quelques semaines plus tard sa première boutique sur Winchester Street à Basingstoke à 80 km de Londres. Âgé d'à peine 21 ans, le jeune créateur habille alors les notables de sa région. Il sera assisté plus tard de Thomas Newman et d'Arthur Michael, ses fils, qui deviendront alors des collaborateurs de l'entreprise, dans les années 1880. Elle se spécialise dans les vêtements de sport et d'extérieur.

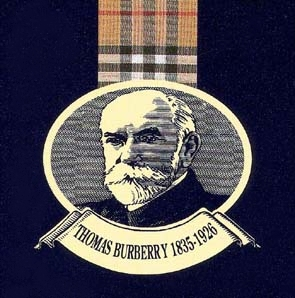
Thomas Burberry

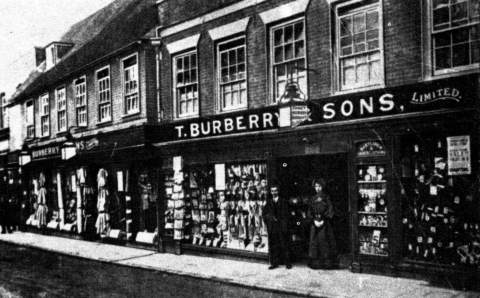
Le magasin Burberry & Sons sur Haymarket, à la fin du XIXe siècle

En quelques années, sa clientèle se fidélise, sa boutique prend de l'ampleur et devient, dès 1870, un grand magasin, ou, comme le veut la terminologie britannique, un « Emporium », employant plus de 80 personnes. Spécialisé dans les vêtements chauds et plus particulièrement dans les manteaux de pluie, Thomas Burberry crée en 1880 la gabardine, une étoffe protégeant du froid, résistante à la pluie et de très bon usage, rendue imperméable avant son tissage. Le jeune créateur aurait créé ce tissu lors d'une rencontre avec un berger de sa région, dont la veste avait l'étonnante particularité de résister à la pluie. L'homme attribuait cela aux produits utilisés lors du bain des moutons, qui ont la propriété de protéger la laine des bêtes des intempéries. Persuadé du potentiel de cette découverte, et fort du désir d'innover, il fait breveter la gabardine dès 1888. Il développe pour l'occasion cinq épaisseurs différentes pour son tissu : Airylight (« Léger Comme l'Air »), Double-Weave (« Double Tissage »), Karoo, Wait-a-Bit (« Attendez un Peu ») et Tropical. Ces tissus résistent bien à la pluie, ainsi qu'au froid. Cela a pu sauver le Capitaine Robert Falcon Scott, qui s'était abrité des tempêtes de neige avec une tente en gabardine Burberry lors de son expédition en Antarctique.

Le logo « Chevalier équestre »
(1901-2018)

Vendant désormais sous le nom Thomas Burberry & Sons, le créateur provincial ouvre en 1891 sa première boutique londonienne au 30 Haymarket. Sa société est alors capitalisée à plus de 2 millions de livres sterling. Jumelée avec un grand atelier, la grande boutique de Londres existe encore de nos jours et abrite le siège social de l'entreprise. Dix ans plus tard, la compagnie est chargée par le ministère de la Défense, le War Office, de dessiner de nouveaux uniformes pour les officiers britanniques, imperméables et résistants. La même année, le logo du cavalier, le Equestrian Knight, apparaît pour la première fois, accompagné de l'adverbe latin Prorsum, qui signifie « en avant ». L'armure symbolise la protection, la sûreté des habits, le cavalier reflète les standards d'intégrité[pas clair] de la firme, et enfin la devise latine représente le désir d'innovation de Burberry. Il devient une marque déposée en 1904 et accompagne depuis tous les vêtements de la marque. Le 17 avril 1905 le magasin de Basingstoke est réduit en cendres par le Grand incendie de Basingstoke, ce qui cause plus de 30 000 £ de dommages. Ce n'est que quatre ans plus tard que le premier magasin international de la marque ouvre ses portes, boulevard Malesherbes à Paris. En 1915, le premier bateau chargé d'imperméables part pour le Japon. Au tournant du siècle, Burberry apparaît comme une véritable institution, au Royaume-Uni comme à l'étranger, tout en poursuivant sa quête d'innovation.

### Consécration, déclin et relance (1915-1998)

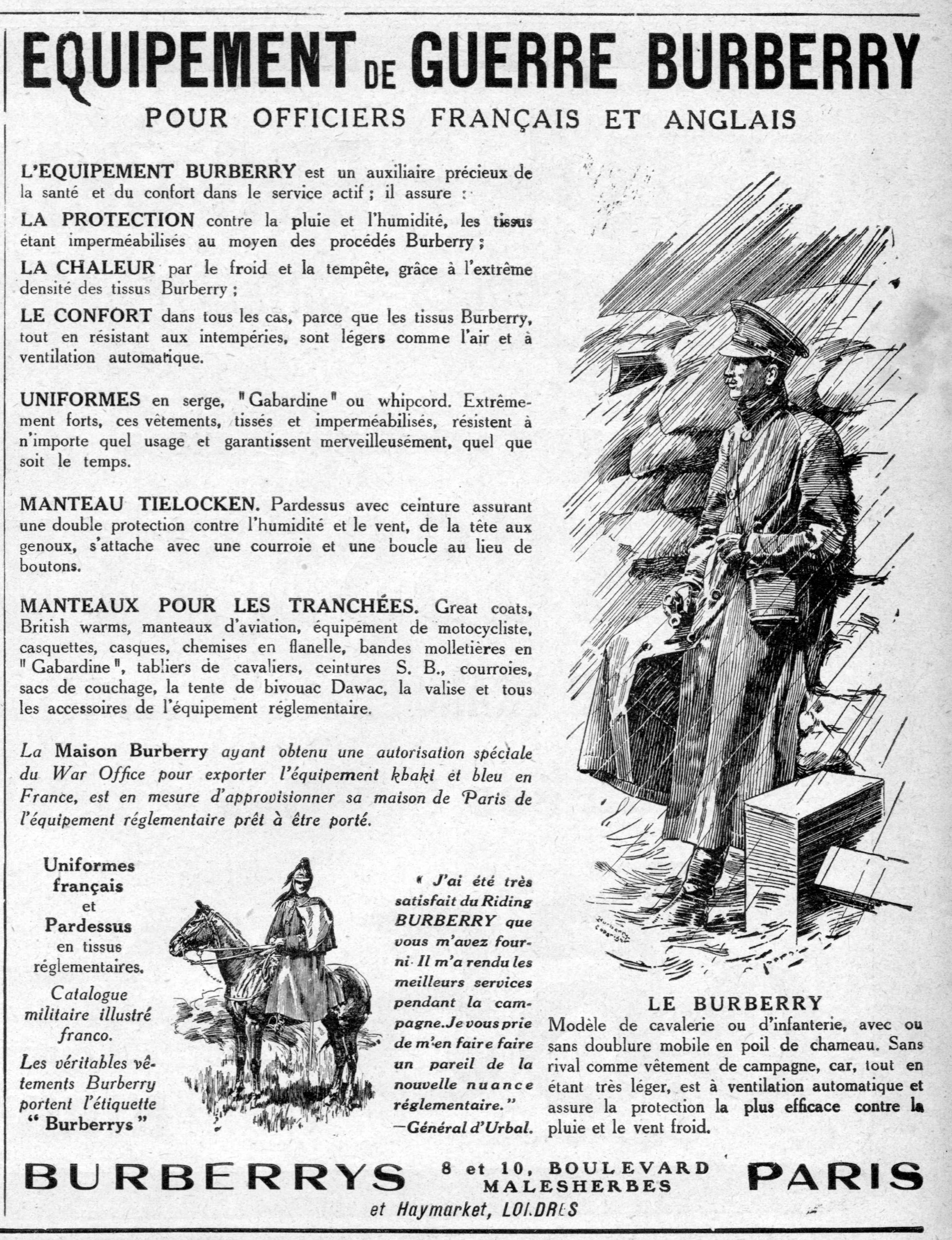
Publicité pour équipement de guerre (1915)

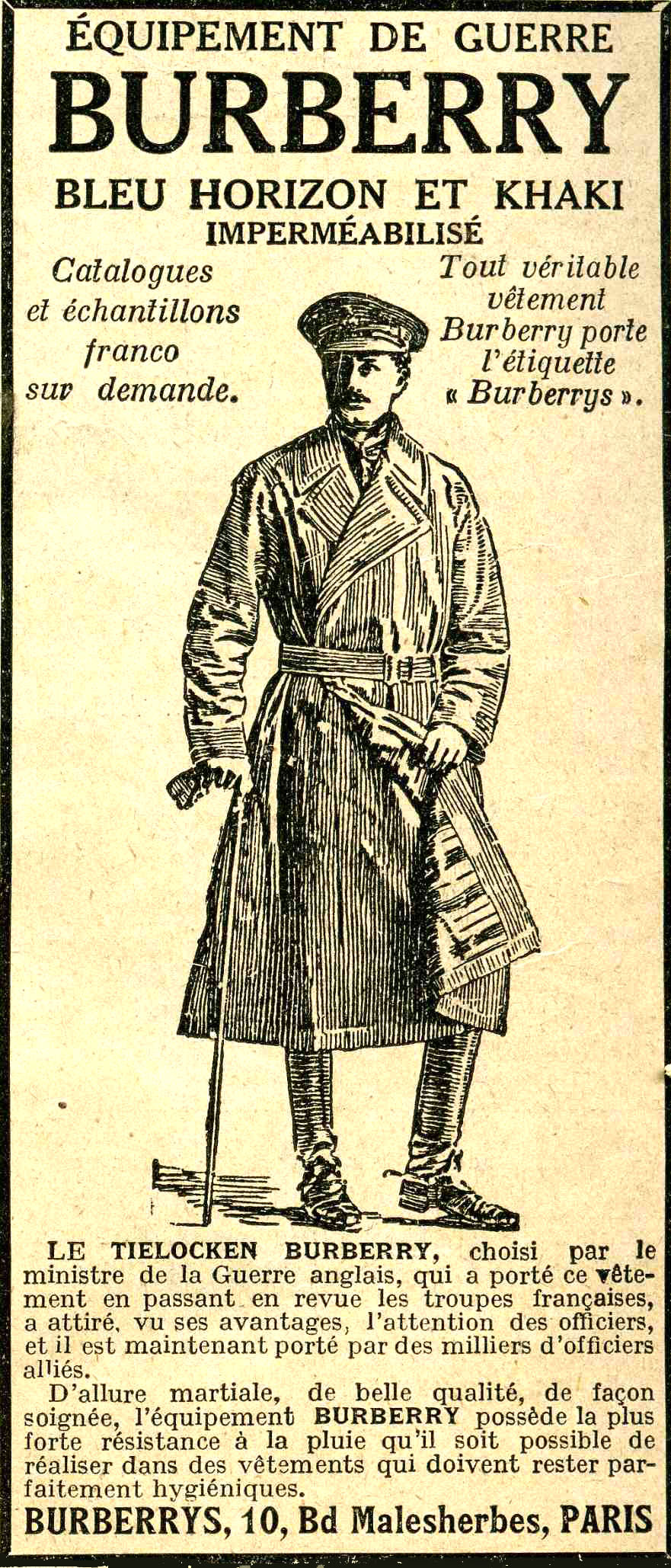
Publicité pour équipement de guerre (1917)

Sa réputation grandissant, la maison acquiert le titre de fournisseur des grandes expéditions polaires. Elle sponsorise Roald Amundsen en 1911, le premier homme à avoir atteint le pôle nord, et Ernest Shackleton en 1914, le premier homme à avoir traversé le pôle nord. Elle fournit l'armée britannique lors de la Première Guerre mondiale. À cette occasion, Burberry donne naissance au trench-coat, en modifiant son ancien tielocken, dessiné treize ans plus tôt pour la seconde guerre des Boers, afin de l'adapter aux nouvelles sortes de combat ; d'où le nom : littéralement « manteau des tranchées ». Doté dans un premier temps d’épaulettes et de pattes de resserrage, le manteau reçoit ensuite des anneaux pour attacher les grenades devant et un sabre dans le dos. Entre 1914 et 1918, un demi-million de soldats portèrent l’imperméable. La consécration intervient, alors que le roi Édouard VII fait passer le nom de Burberry dans le langage courant en prenant l'habitude de prononcer cette phrase : Give me my Burberry! (« Qu'on me donne mon Burberry ! ») C'est ensuite au tour du roi George V de rendre hommage à la marque en faisant de Thomas Burberry son habilleur officiel en 1919. La guerre finie, de nombreux vétérans retournèrent chez eux avec leurs imperméables, et commencent à populariser le vêtement à la ville.
L'année 1924 est une date clé pour Burberry. La maison impose ses codes et fait de son tartan écossais blanc, noir et chameau, le Nova Check, le leitmotiv de ses collections. La gamme s'enrichit de la célèbre écharpe en imprimés écossais ainsi que de nouveaux parapluies, chapeaux, pantalons, vestes et de tenues conçues spécialement pour les activités, par exemple la chasse, la pêche, le golf, le tir à l'arc ou encore le tennis. Cette consécration marque la fin d'une ère : Thomas Burberry s'éteint quelques années plus tard, en 1926, âgé de 90 ans, laissant à ses deux fils, Thomas Newman et Arthur Michael, le soin de perpétuer la tradition familiale. L'innovation, pourtant si chère à Thomas Burberry est alors reléguée au second plan : la maison campe sur ses acquis. Il est vrai que l'enseigne est portée par son succès. À Hollywood d'abord où de nombreuses stars du cinéma arborent les créations maison dans des blockbusters mythiques, comme Humphrey Bogart dans Casablanca, Audrey Hepburn dans Breakfast at Tiffany's[réf. nécessaire] ou bien Gary Cooper et Marlène Dietrich dans Cœurs brûlés. Plus tard le lieutenant Columbo joué par Peter Falk ou bien Peter Sellers, héros des aventures de la Panthère rose, font de même. En Grande-Bretagne également : en 1955, Burberry devient fournisseur officiel de la reine Élisabeth II et profite de cette reconnaissance pour faire du Nova Check une griffe déposée officielle (1967) présente sur de nombreux accessoires (parapluies, écharpes, bagages…). En 1989 c'est au tour du Prince Charles d'accorder les Royal Warrants à la marque. Un grand nombre de personnalités du monde politique et de célèbres écrivains s'habillent du désormais célèbre trench-coat : le critique musical George Bernard Shaw ainsi que Winston Churchill, Ronald Reagan, George Bush père et Norman Schwarzkopf.
En 1955, Burberry est racheté par le géant britannique de la grande distribution, le groupe  Great Universal Stores (en) (GUS). L'enseigne y perd son indépendance familiale, mais commence sa période innovante et connaît alors une croissance rapide de son chiffre d'affaires et de ses bénéfices. Avec le développement des « swinging sixties » Burberrys est devenue la marque de prêt-à-porter de luxe la plus appréciée de Grande-Bretagne. Les produits de base comme le trench, l'imperméable Piccadilly, l'écharpe en cachemire beige ont tous été relancés notamment avec la fameuse doublure à carreaux connue mondialement aujourd'hui. Les stars du monde moderne ont commencé à porter la marque (voir ci-dessus). Pendant les années 1970, 1980 et 1990, la marque Burberrys s'est associée avec les meilleurs fabricants à travers le monde industrialisé afin de fournir les produits complémentaires à la collection britannique : costumes, pantalons, chemises, sportswear, maroquinerie, pour homme, femme et enfant. Ces produits, dessinés avec l'accord du siège londonien et distribués dans les meilleures boutiques de luxe indépendantes mondiales ont contribué à l'essor de la marque jusqu'à la fin des années 1990. Avec Lord Litchfield comme photographe, Lord Leonard Wolfson, chairman, et Stanley Peacock OBE, Burberrys a développé non seulement une image du luxe britannique mondialement reconnue, mais une rentabilité extrêmement élevée grâce en partie aux revenus des licences dont le chiffre d'affaires n'apparaît pas dans le bilan de la société[réf. nécessaire].

### 1998 à ce jour

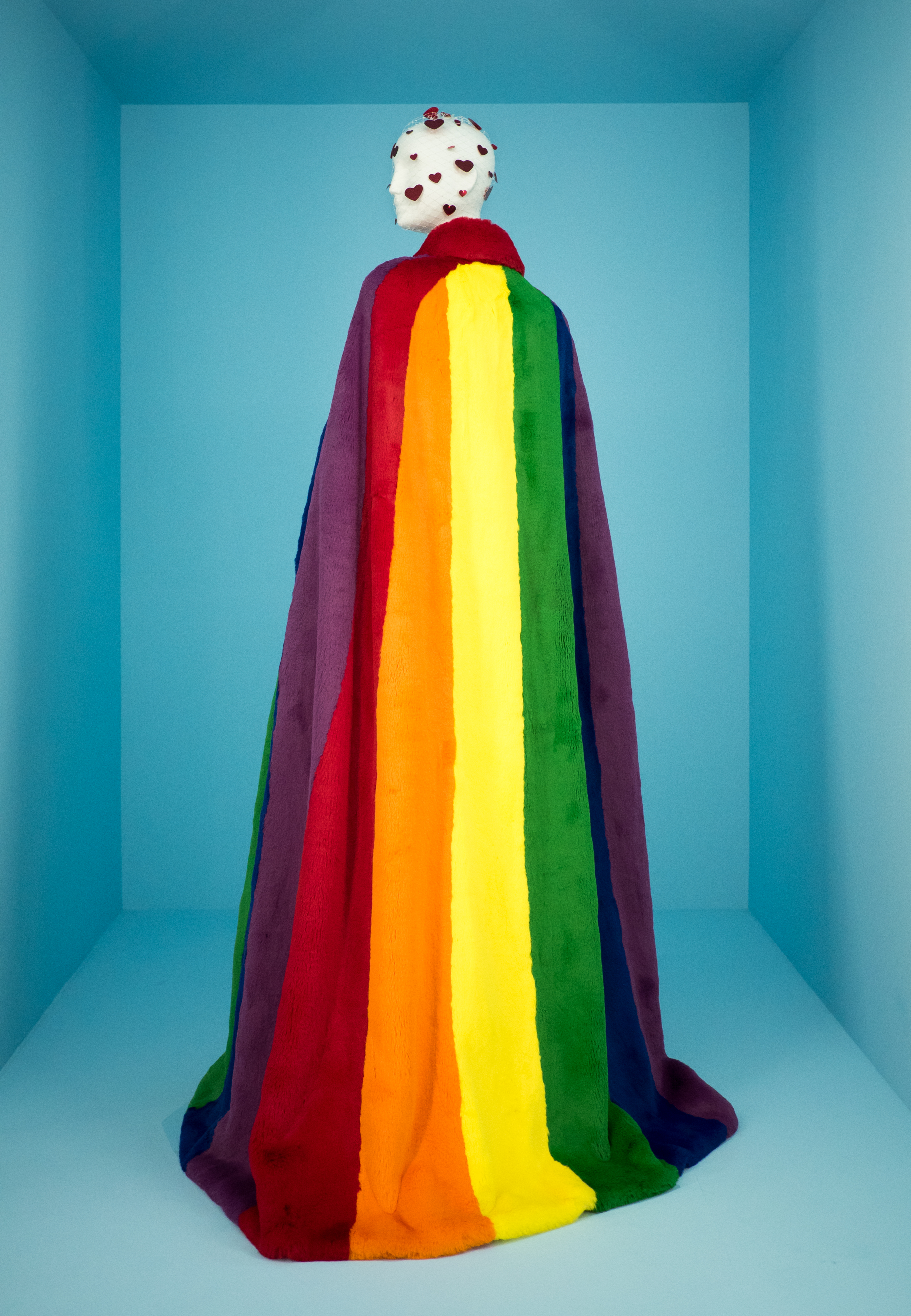
Une cape arc-en-ciel de Christopher Bailey pour Burberry. Septembre 2019.

En 1998, Burberrys change le nom marketing pour Burberry. La plupart des articles ont aussi changé de nom, mais beaucoup d'accessoires fabriqués avant et aux alentours des années 2000 ont conservé le nom Burberrys.
La nouvelle dirigeante, Rose Marie Bravo, s'attache alors à donner un nouveau souffle créatif à la maison, s'allouant les services de Fabien Baron – ancien collaborateur de Calvin Klein – du photographe Mario Testino, des top models Stella Tennant et Kate Moss, mais surtout de deux stylistes réputés : Roberto Menichetti puis, dès 2002, de Christopher Bailey,. Bravo divise ensuite par trois le nombre de licences, redonnant son identité à Burberry : il n'en reste plus que treize pour le parfum, les lunettes, etc. Le pari est réussi : le chiffre d'affaires de l'entreprise augmente de plus de 275 millions d'euros. Ces années de réussite marquent aussi un tournant économique de taille : GUS, actionnaire majoritaire de la maison depuis 50 ans décide une cotation en bourse. Sur les plans économique et créatif, les années 2000 scellent le renouveau de la maison britannique.
Pourtant, ce retour en force ne masque pas la crise d'identité que connaît Burberry au début des années 2000. Maison de luxe attachée à une image conservatrice depuis sa création, Burberry devient Outre-Manche l'enseigne de prédilection d'un autre type de consommateurs : les « Chavs ». Fans de rap arborant fièrement des griffes voyantes, ces jeunes s'emparent de la casquette en imprimés Nova Check de la marque et en font un signe ostensible d'appartenance. La marque décide alors de retirer l'article de la vente et de réduire la visibilité de son motif officiel sur ses produits. Également associée au football casual cult (mouvement de violences dans les stades privilégiant le port d'habits de luxe afin de ne pas être remarqué et associé aux hooligans) et accusée par l'association PETA d'utilisation abusive de la fourrure, la marque devient peu à peu un objet de risée nationale. Si ce n'est là qu'un épiphénomène, Burberry rencontre un temps bien des difficultés à regagner ses galons de noblesse dans son pays d'origine.
Burberry a su imposer une image de marque résolument rajeunie grâce à une réorganisation complète des collections. La maison a scindé son offre en deux : Burberry Prorsum, sa collection ciblée haut-de-gamme et Burberry London, une ligne plus « grand public » qui affiche des prix plus accessibles que la ligne Prorsum. Plus tard est venu s'ajouter Thomas Burberry, la ligne jeune de la maison aujourd'hui renommée Burberry Brit.
Et c'est sans compter les multiples déclinaisons de la marque, à l'image de sa ligne enfant ou de ses gammes de parfums et de montres.
Burberry a fait une entrée en Bourse en 2002 et compte -vers cette époque- 61 boutiques à travers le monde, affichant un chiffre d'affaires avoisinant le milliard d'euros pour 2005 et un bénéfice net de 150 millions d'euros pour le dernier exercice 2005-2006.
Burberry a choisi de mettre de valeur des célébrités britanniques dans ses campagnes de publicité, parmi lesquelles les mannequins Kate Moss, Agyness Deyn, Jourdan Dunn et Lily Donaldson, le chanteur George Craig, les actrices Emma Watson, qui fut l'égérie des saisons automne/hiver 2009 et printemps/été 2010, et Rosie Huntington-Whiteley, qui a été choisie pour incarner l'image du parfum Burberry Body en juillet 2011 ainsi que l'acteur anglais Eddie Redmayne pour la ligne Burberry Prorsum.
Le 31 octobre 2017, Burberry a annoncé le départ de Christopher Bailey en mars 2018. Le créateur italien Riccardo Tisci prend sa suite.
En juin 2021, le directeur de Burberry, Marco Gobbetti, annonce quitter son poste et rejoindre Salvatore Ferragamo.
En septembre 2022, la marque annonce la nomination de Daniel Lee comme directeur artistique succédant ainsi à Riccardo Tisci en poste depuis 2018.
En février 2023, Burberry révèle un nouveau logo et une nouvelle identité dans une campagne dédiée.

## Actionnaires
Liste des principaux actionnaires au 21 août 2021.
| Lindsell Train                       | 5,42% |
| MFS Investment Management (en)       | 5,10% |
| Baillie Gifford                      | 4,99% |
| Schroder Investment Management       | 4,49% |
| The Vanguard Group                   | 2,75% |
| BlackRock Fund Advisors              | 2,55% |
| Thornburg Investment Management (en) | 2,49% |
| MFS International (UK)               | 2,48% |
| BlackRock Investment Management (UK) | 2,28% |
| Norges Bank Investment Management    | 2,23% |

## Produits
Le CA (hors vente sous licence) par famille de produits se ventile en 2018 entre accessoires (38,7 %), vêtements pour femmes (29,9 %), vêtements pour hommes (24 %), vêtements pour enfants (4,3 %) et autres (3,1 %).

### Lignes de vêtements

Le célèbre Tartan Burberry dit haymarket check.

Burberry scinde son offre en trois collections distinctes. Chacune répond à un positionnement et un besoin différent, et s'adresse à un public bien défini.

#### Burberry Prorsum
Burberry Prorsum est la collection haut de gamme de la maison Burberry. Elle contient les créations présentées lors des défilés de la Fashion Week de Londres. Chaque pièce est produite en très faible quantité et proposée à des prix très élevés. La cible majeure de ce type de produits est restreinte puisque constituée presque exclusivement de personnalités du monde du cinéma, de la mode ou du sport. Sa visibilité et son importance pour le groupe n'en est pas réduite pour autant : vue sur des stars et donc largement diffusée dans les médias, elle se place comme le porte-étendard de l'enseigne au niveau du grand public[réf. nécessaire].

#### Burberry Brit
Burberry Brit représente assurément les principales marges de l'entreprise en termes de collections, tant sa cible est large et variée. Il s'agit en effet de la collection grand public de la maison, qui associe à la fois des produits tendances et d'autres plus classiques, à des prix bien plus abordables. Développée à l'origine pour les marchés espagnols et japonais, la ligne s'applique aujourd'hui à l'Europe dans son ensemble. Deux collections principales sont produites chaque année, Automne/Hiver et Printemps/Été, en majorité en Asie[réf. nécessaire].

#### Burberry London
Burberry London est la ligne fashion de Burberry. Elle s'adresse aux hommes et femmes qui veulent être habillés élégamment pour la semaine. C'est une collection très « citadine ». Elle propose des collections davantage axées sur la mode que Burberry Brit. On peut désormais trouver certains éléments de la collection au Royaume-Uni, au Japon, au Portugal, en Italie, au Canada ou en France[réf. nécessaire].

### Parfums
La marque commercialise des parfums, à l'image de My Burberry, une eau de parfum pour femme qui puise son inspiration dans le design du trench iconique tout en évoquant un jardin londonien après la pluie. Parmi les essences masculines, Mr. Burberry s'inscrit dans un registre à la fois classique et contemporain, faisant écho au trench noir et à l'atmosphère londonienne. La division Parfums et Beauté de Burberry figure aux côtés des départements Accessoires, Prêt-à-porter Femme et Homme, sans oublier la collection Enfant. La branche Parfums est désormais sous contrôle du groupe Coty, à la suite de la rupture du contrat de licence avec Interparfums.

## Burberry dans le monde
Burberry structure ses activités en cinq zones géographiques : l'Angleterre, le reste de l'Europe, l'Amérique du Nord, l'Asie-Pacifique et le reste du monde (marchés émergents). Bien que souvent présent sous forme de boutiques officielles, les principales marges du groupe proviennent de ses nombreuses concessions dans les boutiques d'habillement du monde entier.
Il est difficile de connaître précisément le nombre total d'endroits dans lesquels les produits Burberry sont vendus, tant les établissements franchisés sont nombreux et étendus. Le groupe estimait cependant en 2003 à 3 162 le nombre de points de vente dans environ 90 pays. Burberry met l'accent sur la vente au détail qui se répartissait au '31 mars 2007 (fin de l'année fiscale) de la manière suivante : 77 boutiques Burberry (contre 66 en 2006), 182 concessions (contre 164 en 2006) et 33 points de vente directe à l'usine (magasins d'usine) (contre 30 en 2006).

### Europe (hors Angleterre)

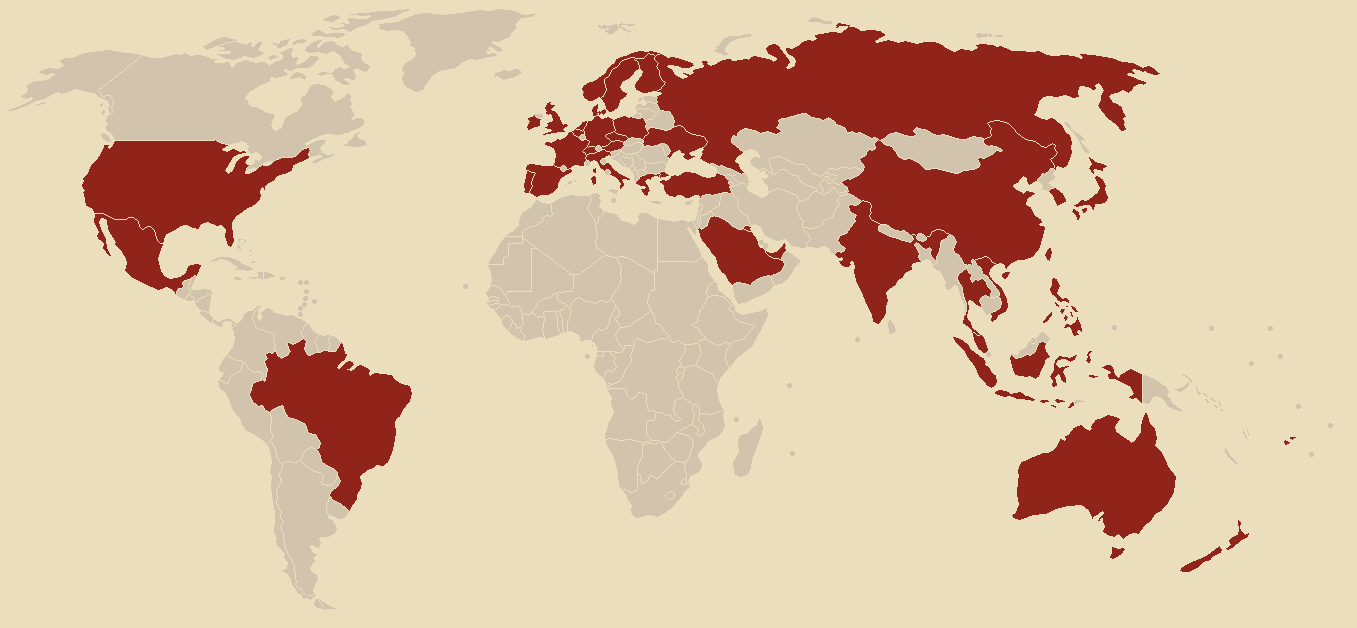
Présence de Burberry dans le monde à travers ses magasins officiels et ses concessions majeures uniquement (mars 2007)

Berceau de la marque, l'Europe a depuis toujours été pour Burberry le marché au plus fort potentiel. Attachant une très grande importance à son patrimoine historique, l'enseigne s'est toujours préoccupée de son image à l'intérieur du Vieux Continent. C'est donc naturellement que Burberry ouvrit son premier magasin international au 8 boulevard Malesherbes dans la capitale européenne du luxe et de la mode, Paris ; un nouveau magasin de 930 m2 voit le jour fin 2011,.
Le marché européen générait en 2007 229,8 millions de livres sterling de chiffre d'affaires, soit 27 % des ventes totales du groupe.

## «Keep Burberry British!»
En septembre 2006, peu de temps après que l'Américaine Angela Ahrendts eût pris le poste de CEO de Burberry, la marque a annoncé la fermeture en mars 2007 de sa fabrique de polos à Treorchy, petite ville située dans les Galles du Sud, délocalisant ainsi 309 postes en Chine. L'entreprise affirma que l'usine « n'était plus viable au niveau commercial » bien qu'une hausse des profits de 22 % ait été recensée en janvier 2007. Cette décision de restructuration, très mal accueillie par l'ensemble de la population britannique, a provoqué de nombreuses manifestations devant les magasins principaux de la chaîne situés à Londres, avec un slogan explicite : « Keep Burberry British! » (« Gardez Burberry britannique ! »).

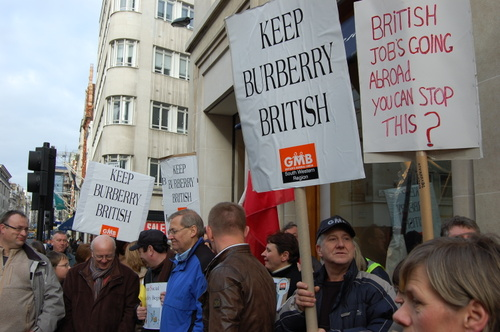
Groupe de manifestants devant le principal magasin de la chaîne à Londres.

La campagne, menée par le député gallois Leighton Andrews qui prône « l'identité britannique affirmée » de la marque, a entraîné une couverture médiatique très importante par la presse internationale, et le soutien d'un grand nombre de célébrités. On remarque notamment en tête de cortège le Gallois Ioan Gruffudd, acteur du film Les 4 Fantastiques et l'un des visages de la marque, le chanteur Tom Jones, Alex Ferguson et la présentatrice de télévision Charlotte Church. L'Église d'Angleterre a, de son côté, menacé de vendre ses 2,5 millions de livres sterling (3,7 millions d'euros) en actions de l'entreprise. Elle espère ainsi faire plier Burberry et lui faire conserver son statut de marque de luxe Made in London. Mais c'est surtout la famille royale qui s'en est mêlée. Après le Prince Charles, c'est la Reine qui a fait part de son inquiétude au ministère du commerce et de l'industrie. Buckingham menacerait de retirer à Burberry son label de fournisseur de la famille royale (Royal Warrants). Du moins c'est ce qu'a laissé entendre un porte-parole du Prince Charles déclarant au quotidien britannique The Telegraph que « les garanties royales sont accordées pour cinq ans, mais elles peuvent l'être pour moins longtemps » et qu'elles « sont révisées à intervalles réguliers ». En février 2007 la compagnie a été sommée de justifier sa décision devant un comité composé de parlementaires britanniques.
Après des mois de protestations à Londres, Paris, New York, Burberry ne renonça pas à sa décision et ferma la plus ancienne de toutes ses fabriques le 30 mars 2007 à Treorchy. Bien que les travailleurs aient obtenu de la société qu'elle reclasse une partie des employés (175), verse des indemnités (3 000 £ par employé) et donne l'usine d'une valeur de 1,5 million d'euros aux autorités, ils n'en restent pas moins consternés par l'acte de la marque de luxe et trouvent en cette délocalisation une occasion de relancer le débat relatif à la mondialisation.

## Logos

1999–2018
1999–2018
2018–2023
2018–2023 (avec l'adjonction London England)
depuis 2023
depuis 2023 (coloré)
depuis 2023